# Gekeng Deran
Gekeng Deran is een bestuurslaag in het regentschap Flores Timur van de provincie Oost-Nusa Tenggara, Indonesië. Gekeng Deran telt 241 inwoners (volkstelling 2010).